# GIRLS' ROCK Best
『GIRLS' ROCK Best』（ガールズ・ロック ベスト）は、デーモン閣下のカバー・アルバム。

## 概要
avex移籍後4枚目のアルバムであり、これまでにavexから発表したカバー・アルバム『GIRLS' ROCK』『GIRLS' ROCK √Hakurai』『GIRLS' ROCK 〜Tiara〜』の3作品の中から厳選された12曲に加え、今回新たにカバーされた2曲を収録したアルバムとなっている。
初回限定盤にはミュージック・ビデオを収録したDVDが付属している。

## 収録曲

### CD（初回限定盤・通常盤共通）
1. フレンズ（レベッカ）
『GIRLS' ROCK 〜Tiara〜』収録曲。
2. 魅せられて
ジュディ・オングの1979年の楽曲。今回新たにカバーされた[1][2][3]。
3. ヒーロー (Holding Out For A Hero)（麻倉未稀）
『GIRLS' ROCK √Hakurai』収録曲。
4. 限界LOVERS（SHOW-YA）
『GIRLS' ROCK』収録曲。
5. そばかす（JUDY AND MARY）
『GIRLS' ROCK 〜Tiara〜』収録曲。
6. 赤いスイートピー
松田聖子の1982年の楽曲。今回新たにカバーされた[1][2][3]。
7. 地上の星（中島みゆき）
『GIRLS' ROCK 〜Tiara〜』収録曲。
8. ダンシング・ヒーロー (Eat You Up)（荻野目洋子）
『GIRLS' ROCK √Hakurai』収録曲。
9. 六本木心中（アン・ルイス）
『GIRLS' ROCK』収録曲。
10. 熱くなれ（大黒摩季）
『GIRLS' ROCK 〜Tiara〜』収録曲。
11. 愛が止まらない (Turn It into Love)（Wink）
『GIRLS' ROCK √Hakurai』収録曲。
12. 今夜はANGEL (Tonight Is What It Means to Be Young)（椎名恵）
『GIRLS' ROCK √Hakurai』収録曲。
13. My Revolution（渡辺美里）
『GIRLS' ROCK』収録曲。
14. Return to Myself（浜田麻里）
『GIRLS' ROCK』収録曲。

### DVD（初回限定盤のみ）
1. Return to Myself (Music Clip)
2. ヒーロー (Holding Out For A Hero) (Music Clip)
3. 熱くなれ (Music Clip)
4. 魅せられて (Music Clip)